# Nyírlugos
Nyírlugos é uma cidade da Hungria, situada no condado de Szabolcs-Szatmár-Bereg. Tem 58,39 km² de área e sua população em 2019 foi estimada em 2.699 habitantes.